# Ronny Carlos da Silva
Ronny Carlos da Silva, meglio noto come Ronny (Sertãozinho, 25 febbraio 1983), è un ex calciatore brasiliano, di ruolo attaccante.